# 栗原徹 (ゴルファー)
栗原 徹（くりはら とおる、1947年10月9日 - ）は、神奈川県出身のプロゴルファー。

## 来歴
東洋大学出身。
15歳からゴルフを始め、1978年にプロ入りする。
1980年のブリヂストンオープンでは初日を川波通幸・橘田規に次ぐと同時に前田新作・金海繁と並んでの3位タイでスタートし、2日目にはビル・ロジャース&ラニー・ワドキンス（アメリカ）、渡辺由己・安田春雄・高橋五月・金本章生・須貝昇・泉川ピートと並んでの10位タイに着けた。
1984年の埼玉オープンでは初日を栗原雅樹・小川清二・金谷多一郎・美浦修・須貝に次ぐと同時に川田時志春・川俣茂・中島秀徳と並んでの6位タイでスタートし、1985年の伊香保国際オープンでは文山義夫と共に小林富士夫の2位タイに入った。
1987年のNST新潟オープンを最後にレギュラーツアーから引退し、シニア転向後の2003年キョーエイ産業 鷹の巣シニアオープンでは川俣・市川幹雄・上野忠美・秋富由利夫・藤池昇龍・新井規矩雄・中尾豊健・中村通・小林を抑えて優勝。

## 主な優勝
- 2003年 - キョーエイ産業 鷹の巣シニア